# Somlójenő
Somlójenő là một thị trấn thuộc hạt Veszprém, Hungary. Thị trấn này có diện tích 8,15 km², dân số năm 2010 là 330 người, mật độ 40 người/km².